# Peter van Niekerk
Peter van Niekerk (Hazerswoude, 30 november 1971) is een Nederlandse zeiler. Hij heeft twee keer deelgenomen aan de Olympische Spelen, zeilde de Volvo Ocean Race en de Sydney to Hobart Yacht Race, won de Admiral's Cup en tweemaal de America's Cup.

## Volvo Ocean Race
Van Niekerk maakte zijn debuut in de Volvo Ocean Race (toen nog Whitbread Round the World geheten) in de editie van 1997-98 als trimmer aan boord van het jacht "BrunelSunergy". De boot behaalde een achtste plaats in het eindklassement. In 2008-09 nam hij opnieuw deel aan deze oceaanwedstrijd, nu als wachtleider aan boord van de "Delta Lloyd" samen met onder andere Gerd-Jan Poortman, Ed van Lierde en Sander Pluijm. Het team eindigde de race als zevende.

## Olympische Spelen
Eind jaren 90 vormde van Niekerk een zeilteam met Dirk de Ridder en Roy Heiner in de Soling-klasse. Het team won goud op het Europees kampioenschap in 1999, en brons tijdens de wereldkampioenschappen van hetzelfde jaar. Het succes van het team werd verlengd in 2000 toen het team de overwinning in de Kieler Zeilweek behaalde in de Soling-klasse. Het team verdiende een ticket voor de Olympische Spelen van 2000 in Sydney. Op de Spelen belandde van Niekerk met zijn team net naast het podium.
Op de Spelen van 2004 in Athene keerde van Niekerk terug, nu in de Star met Mark Neeleman als stuurman. Ze eindigden op een veertiende plaats.

## America's Cup
Van Niekerk trad na de Olympische Spelen van 2000 in dienst bij het Zwitserse zeilsyndicaat Alinghi, dat speciaal in het leven werd geroepen om te strijden om de America's Cup. Met dit team won van Niekerk deze prestigieuze trofee in 2003, nadat het eerst de Louis Vuitton Cup won en vervolgens als uitdager Emirates Team New Zealand versloeg in de finale met 5-0. 
Van Niekerk bleef bij het Alinghi-team en verdedigde met succes de trofee tijdens de America's Cup in 2007 door opnieuw Team New Zealand te verslaan met 5-2. 

## Overig
Van Niekerk maakte deel uit van het Nederlandse zeilteam dat in 1999 de Admiral's Cup, het officieuze wereldkampioenschap voor offshore racing (zeezeilen), wist te winnen. Voor deze overwinning ontving het team de Conny van Rietschoten Trofee in dat jaar.
In 2005 voer hij de Sydney to Hobart Yacht Race op het jacht "Alfa Romeo", dat als tweede eindigde achter het winnende zusterschip "Wild Oats XI".
Sinds de overwinning in de America's Cup in 2007 is van Niekerk met name actief als zeiler in het professionele TP52- en Wally-circuit, onder meer voor het Duits/Franse team "Audi All4One".